# Lomtjärnen (Malungs socken, Dalarna, 670890-139570)
Lomtjärnen är en sjö i Malung-Sälens kommun i Dalarna och ingår i Dalälvens huvudavrinningsområde.